# Loudias
Der Loudias (griechisch Λουδίας, auch Lydias  Λυδίας und Lidias Λοιδίας (m. sg.), traditionell auch Mavroneri Μαυρονέρι ‚Schwarzwasser‘, türkisch Kara Azmak, slaw./mazedonisch Колудеј Koludej) ist ein Fluss in Zentralmakedonien mit rund 40 km Länge. Er fließt in der Zentralmakedonischen Tiefebene und ergießt sich nahe der Mündung des Axios in den Thermaischen Golf. Sein Lauf wurde durch Veränderungen der Landschaft mehrfach verändert.
Nach dem Fluss ist auch das Dorf Loudias (⊙) in der Gemeinde Chalkidona benannt. Ein weiteres Dorf namens Plugar wurde 1926 in Loudias umbenannt und lag auf dem Gebiet des Stadtbezirks Galatades der Gemeinde Pella.

## Verlauf
Der Lauf des Loudias beginnt mit einem Wasserlauf, der im Gebiet des ehemaligen Giannitsa-Sees etwa acht Kilometer südwestlich von Krya Vryssi beginnt und als Graben zunächst in nordöstlicher Richtung verläuft. In der Nähe des Ruderzentrums des Nautischen Clubs von Giannitsa (gr. Ναυτικός Όμιλος Γιαννιτσών) südlich der Stadt fließen ihm weitere Gräben zu, die auch aus natürlichen Zuflüssen von verschiedenen Bächen aus dem Paiko gespeist werden. Der längste von ihnen namens Grammos (Γράμμος) entspringt westlich des Hauptgipfels Gola Tsouka des Paiko, nördlich des Dorfes Elefthochori und ist damit der natürliche Quellfluss des Loudias. Die Quellen von Aravissos werden zur Trinkwasserversorgung Thessalonikis abgeleitet und fließen nicht mehr in das Flusssystem des Loudias.
Nach diesen Einmündungen wendet sich der Loudias zunächst kanalisiert nach Osten, biegt in der Nähe von Mikro Monastiri (⊙) wieder nach Süden und schlängelt sich bis Loudias in einem halbwegs natürlichen Bett nach Südosten. Er wendet sich von dort wieder stärker nach Süden und wird ab der Gemarkung des Stadtbezirks Kymina der Gemeinde Delta wieder kanalisiert. Dann überquert ihn die griechische A 2, und er verläuft ziemlich gerade zum Thermaischen Golf, wo er zwischen den Mündungen des Axios (rund einen Kilometer östlich) und des Aliakmonas (einige Kilometer weiter südlich) ins Meer mündet. Nahe der Mündung befinden sich Muschelfarmen.

Der Loudias in Giannitsa
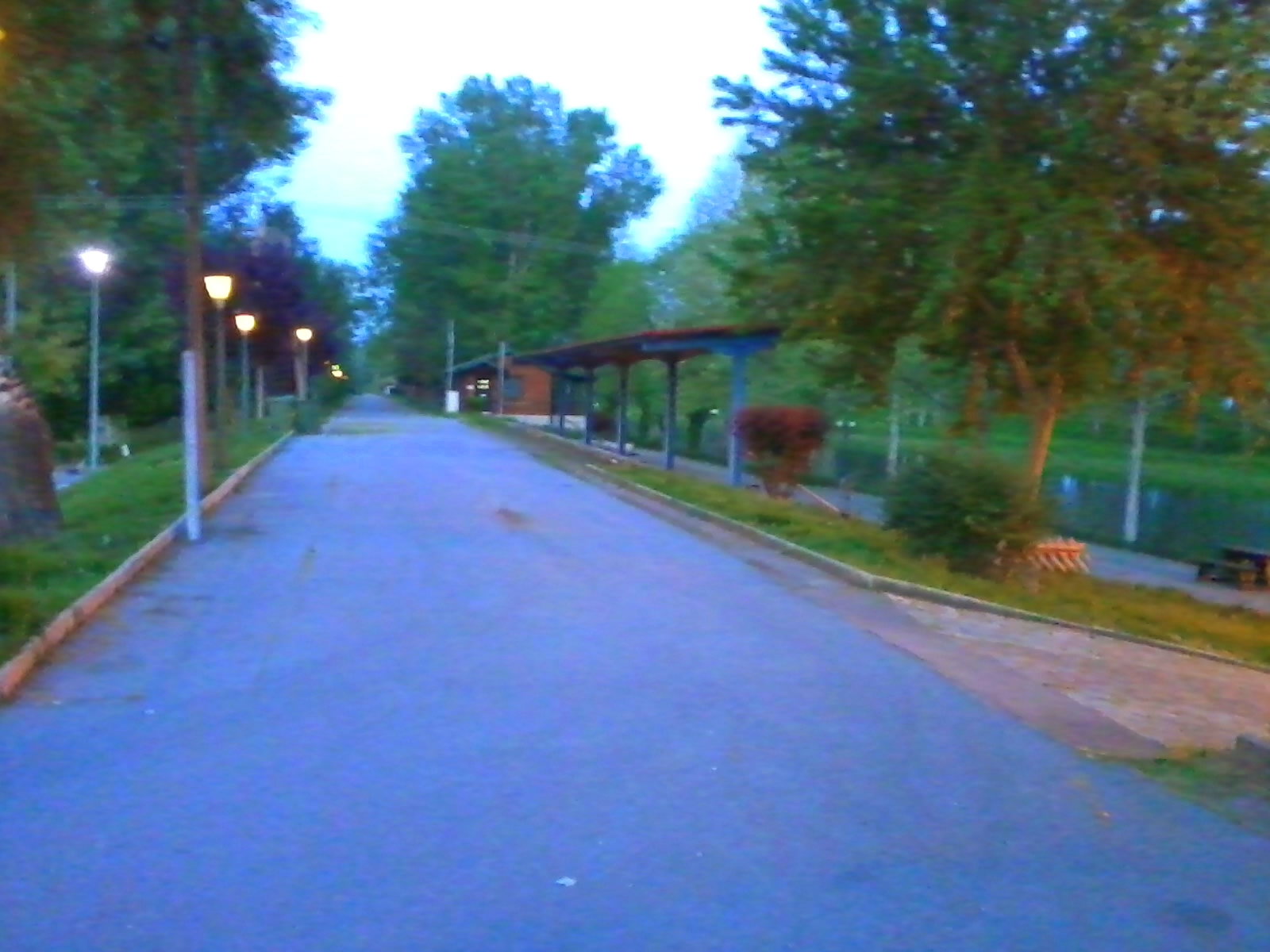
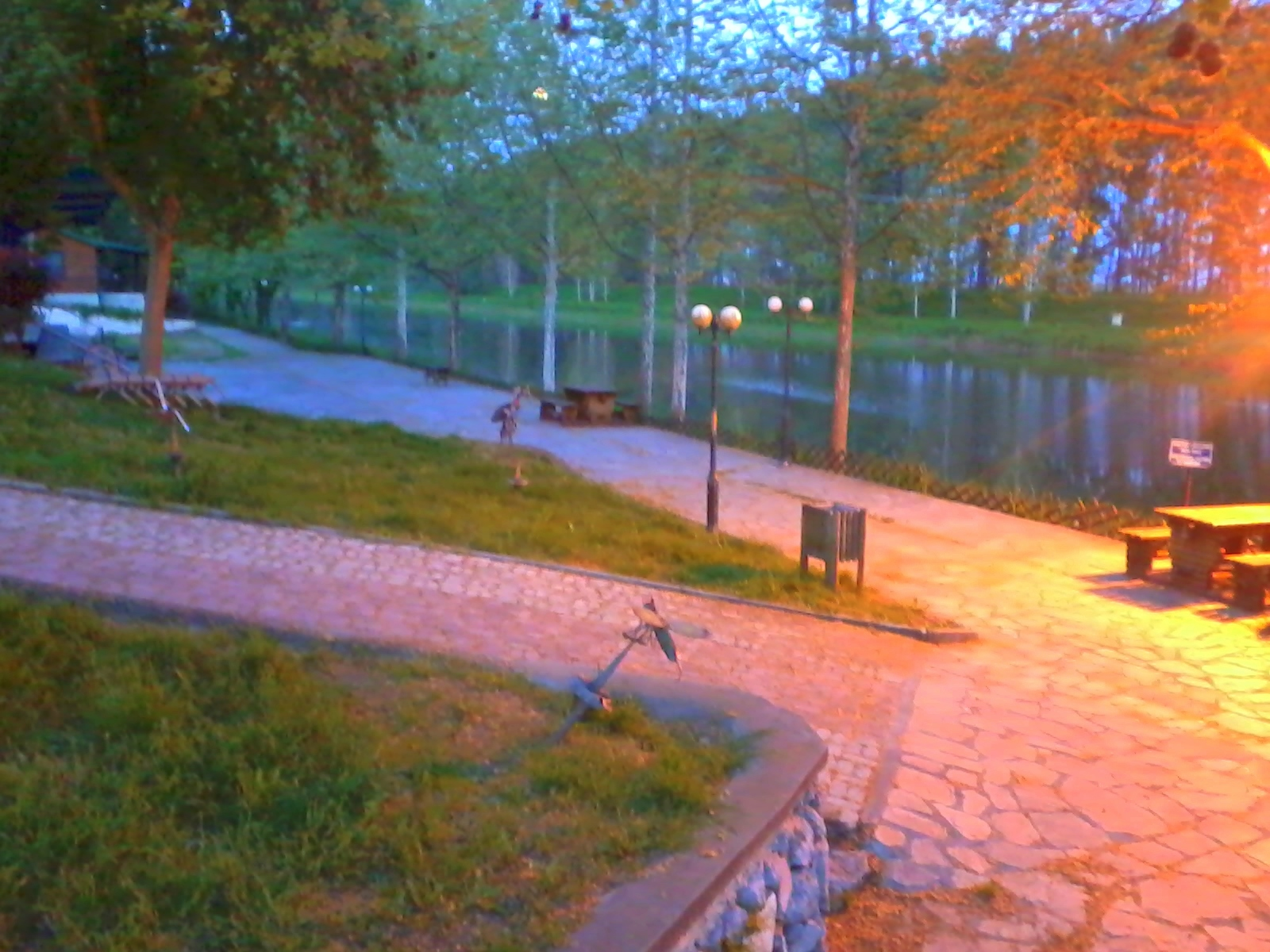
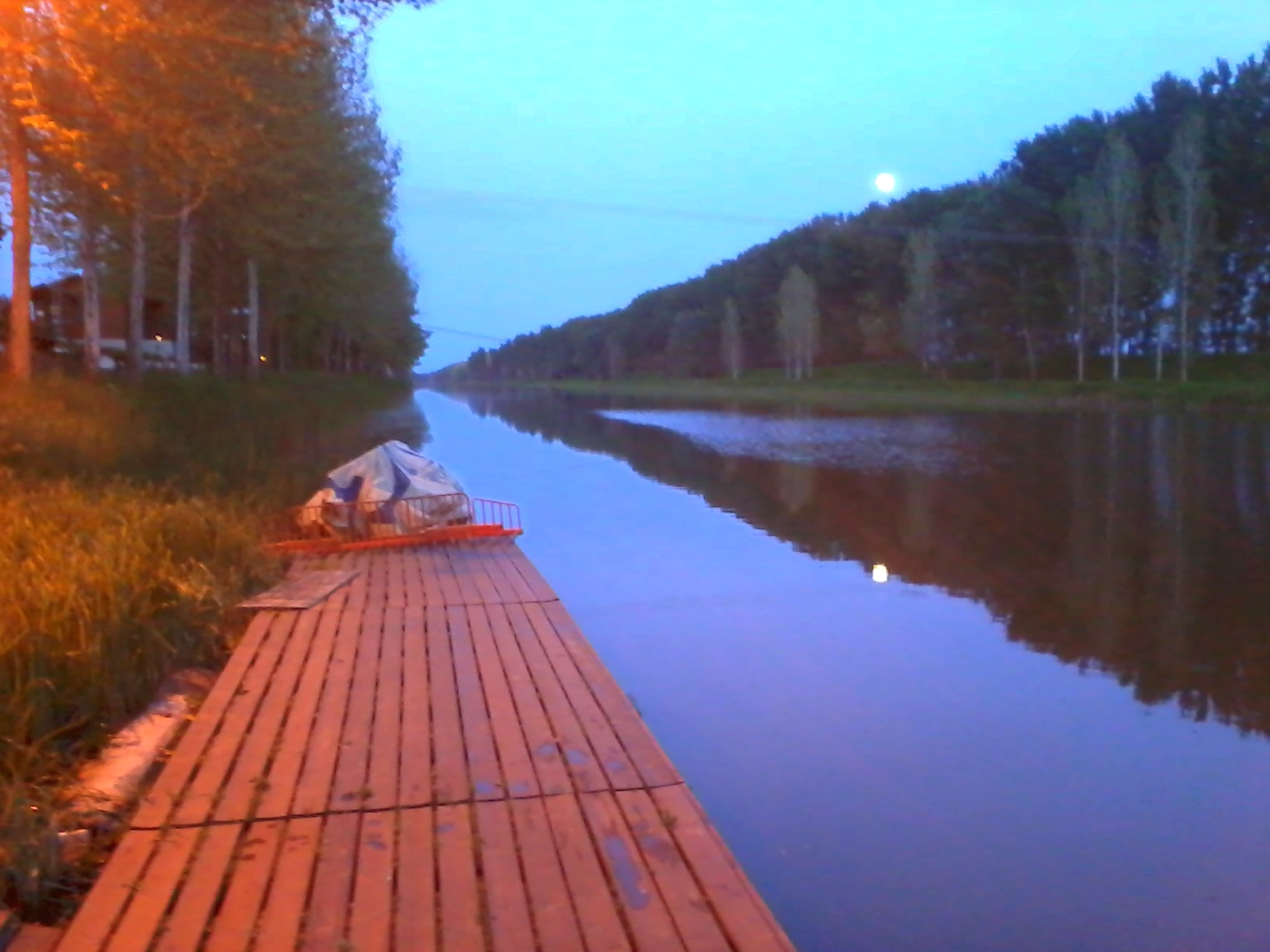

## Geschichte
Früher sammelten sich die Wasser der Berge Voras, Vermio und Paiko im See von Giannitsa und flossen von dort zum Thermaischen Golf. Der Fluss wird schon bei Herodot und anderen antiken Schriftstellern erwähnt. Herodot schreibt, dass der Fluss bis zur damaligen makedonischen Hauptstadt Pella schiffbar sei und sich mit dem Aliakmonas vereinige. Allerdings sind die Angaben nicht übereinstimmend. Herodot verortet ihn zwischen Imathia und Bottiaia, während Skylax dort seine Mündung verortet. Strabon berechnet seine Länge mit 120 Stadien (etwa 22 km).
Im 19. Jahrhundert gewann das Feuchtgebiet Bedeutung in der Auseinandersetzung zwischen Griechenland und dem osmanischen Reich. Ab 1900 fanden im Süden von Giannitsa  immer wieder bewaffnete Auseinandersetzungen zwischen den türkischen Besatzungstruppen und bulgarischen Aufständischen einerseits und griechischen Aufständischen andererseits statt. Neben den griechischen nutzten auch bulgarische Rebellen den Giannitsa-See und dessen Feuchtgebiet als Rückzugsraum bei bewaffneten Aktionen, gegen türkische Besatzungstruppen, aber auch gegen die griechische Bevölkerung selbst.
Berühmt wurde der Offizier Tellos Agras, der mit einer kleinen Gruppe von Kämpfern versuchte, das Gebiet unter griechische Kontrolle zu bringen. Sein Leben wurde in Griechenland insbesondere durch den historischen Roman Sta mystiká tou váltou (Στα μυστικά του Βάλτου ‚In den Geheimnissen des Sumpfes‘) von Pinelopi Delta bekannt und populär.
Im Oktober 1912 rückte Giannitsa in das Zentrum des Ersten Balkankrieges mit der Schlacht von Giannitsa. Griechischen Truppen gelang zwischen dem 1. und 2. November 1912 ein Sieg gegen die osmanische Armee.
Der Loudias selbst floss um die Wende zum 20. Jahrhundert noch kurz vor dessen Mündung in den Axios. Der Giannitsa-See und das unbeständige Sumpfland um ihn wurden in den Jahren 1926–1932 durch die New York Company Foundation trockengelegt und verschiedene Zuflüsse umgeleitet. Der Fluss Moglenitsas – früher auch Ano Loudias (‚oberer Loudias‘) – beispielsweise wird heute durch einen Kanal (Tafos 66) nordwestlich am Einzugsgebiet vorbei- und dem Aliakmonas zugeleitet. Heute transportiert der Loudias vor allem die Wasser vom Berg Paiko. Teilweise wurde der Fluss kanalisiert.
Nach der griechischen Niederlage 1922 vereinbarten Griechenland und die Türkei einen so genannten Bevölkerungsaustausch im Vertrag von Lausanne 1923, welcher die zwangsweise Umsiedlung von 1,5 Millionen griechisch-orthodoxen Christen aus dem Gebiet der Türkei nach Griechenland und von 0,5 Millionen Muslimen von Griechenland in die Türkei bestimmte. Die türkische Bevölkerungsmehrheit von Giannitsa war hiervon betroffen: Alle türkischen Einwohner verließen zwischen 1923 und 1926 Giannitsa und mussten in die Türkei umsiedeln. Die bulgarisch-orthodoxe Bevölkerung verließ zur selben Zeit Giannitsa in Richtung Bulgarien. Der griechische Bevölkerungsanteil wurde durch die Ansiedlung von Flüchtlingen aus Ostthrakien und Anatolien gesteigert.

## Wirtschaft
Auf dem fruchtbaren Schwemmland wird heute vor allem Baumwolle und Gemüse angebaut. Das Ruderzentrum von Giannitsa ist eine begehrte Trainingseinrichtung für internationale Wassersport-Mannschaften.

## Sehenswürdigkeiten

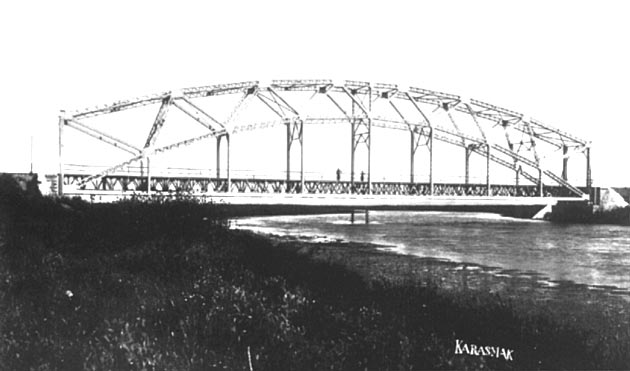
Eisenbahnbrücke über den Loudias 1891

Neben der A 2 (⊙) findet sich noch die denkmalgeschützte Ruine einer Brücke der Via Egnatia aus römischer Zeit. Der Fluss verlief dort bis zum Bau des Kanals.
Heute führen vier Brücken über den Fluss. Eine Eisenbahnbrücke der Linie Thessaloniki–Florina sowie drei Straßen-Brücken für die Landstraßen von Chalkidona nach Veria, von Giannitsa nach Alexandria und die Autobahnbrücke der A 2.

## Trivia
Der griechische Dichter Menelaos Loundemis wählte sein Pseudonym nach dem Namen des Flusses; er wuchs am damaligen Oberlauf in Exaplatanos auf.